# Tomáš Votava
Tomáš Votava (ur. 21 lutego 1974 w Brandýsie nad Labem) – czeski piłkarz grający na pozycji środkowego obrońcy. 13-krotnie wystąpił w reprezentacji Czech.

## Kariera klubowa
Karierę piłkarską Votava rozpoczynał w klubie Spolana Neratovice. Następnie w 1991 roku został zawodnikiem Sparty Praga. W 1992 roku zadebiutował w jego barwach w pierwszej lidze czechosłowackiej. W 1993 roku został wypożyczony do Dukli Praga, a latem tamtego roku wrócił do Sparty. W 1994 roku wywalczył z nią swoje pierwsze w karierze mistrzostwo Czech, a w 1995 roku obronił tytuł mistrzowski. W 1996 roku zdobył Puchar Czech. W latach 1997–1999 jeszcze trzykrotnie z rzędu był mistrzem kraju.
Latem 1999 roku Votava przeszedł do TSV 1860 Monachium. W niemieckiej Bundeslidze zadebiutował 5 lutego 2000 w przegranym 1:2 domowym meczu z VfL Wolfsburg. Przez 4 sezony gry w TSV 1860 rozegrał 48 spotkań w Bundeslidze.
W 2003 roku Votava odszedł z TSV 1860 do cypryjskiego APOEL-u Nikozja. W 2004 roku wywalczył z nim mistrzostwo Cypru, a następnie latem tamtego roku wrócił do Niemiec i został zawodnikiem drugoligowego SpVgg Greuther Fürth. W latach 2006–2008 występował w Dynamie Drezno, z którym wiosną 2006 spadł z drugiej ligi do Regionalligi. W 2008 roku zakończył karierę piłkarską.
| Sezon   | Klub                 | Kraj           | Rozgrywki                 | Mecze | Bramki |
| ------- | -------------------- | -------------- | ------------------------- | ----- | ------ |
| 1991/92 | Sparta Praga         | Czechosłowacja | I liga                    | 4     | 0      |
| 1992/93 | Sparta Praga         | Czechosłowacja | I liga                    | 1     | 0      |
| 1992/93 | Dukla Praga          | Czechosłowacja | I liga                    | 9     | 3      |
| 1993/94 | Sparta Praga         | Czechy         | Gambrinus Liga            | 26    | 2      |
| 1994/95 | Sparta Praga         | Czechy         | Gambrinus Liga            | 20    | 1      |
| 1995/96 | Sparta Praga         | Czechy         | Gambrinus Liga            | 7     | 0      |
| 1996/97 | Sparta Praga         | Czechy         | Gambrinus Liga            | 25    | 0      |
| 1997/98 | Sparta Praga         | Czechy         | Gambrinus Liga            | 15    | 0      |
| 1998/99 | Sparta Praga         | Czechy         | Gambrinus Liga            | 22    | 0      |
| 1999/00 | TSV 1860 Monachium   | Niemcy         | Bundesliga                | 2     | 0      |
| 2000/01 | TSV 1860 Monachium   | Niemcy         | Bundesliga                | 8     | 0      |
| 2001/02 | TSV 1860 Monachium   | Niemcy         | Bundesliga                | 19    | 0      |
| 2002/03 | TSV 1860 Monachium   | Niemcy         | Bundesliga                | 20    | 0      |
| 2003/04 | APOEL Nikozja        | Cypr           | Protathlima A’ Kategorias | 22    | 0      |
| 2004/05 | SpVgg Greuther Fürth | Niemcy         | 2. Bundesliga             | 3     | 1      |
| 2005/06 | Dynamo Drezno        | Niemcy         | 2. Bundesliga             | 9     | 2      |
| 2006/07 | Dynamo Drezno        | Niemcy         | Regionalliga              | 8     | 1      |
| 2007/08 | Dynamo Drezno        | Niemcy         | Regionalliga              | 0     | 0      |

## Kariera reprezentacyjna
W reprezentacji Czech Votava zadebiutował 25 marca 1998 roku w wygranym 2:1 towarzyskim spotkaniu z Irlandią. Z kadrą Czech grał w eliminacjach do ME 2000 i do MŚ 2002. Od 1998 do 2001 roku rozegrał w kadrze narodowej 13 spotkań. Grał także w reprezentacji U-21 oraz wcześniej w kadrze Czechosłowacji U-16, z którą wywalczył w 1990 roku mistrzostwo Europy.
| Mecze i gole w reprezentacji | Mecze i gole w reprezentacji | Mecze i gole w reprezentacji   | Mecze i gole w reprezentacji | Mecze i gole w reprezentacji | Mecze i gole w reprezentacji | Mecze i gole w reprezentacji |
| #                            | Data                         | Stadion                        | Rywal                        | Wynik                        | Gol                          | Rozgrywki                    |
| 1998                         | 1998                         | 1998                           | 1998                         | 1998                         | 1998                         | 1998                         |
| ---------------------------- | ---------------------------- | ------------------------------ | ---------------------------- | ---------------------------- | ---------------------------- | ---------------------------- |
| 1.                           | 25.03.1998                   | Ołomuniec, Czechy              | Irlandia                     | 2:1                          | 0                            | towarzyski                   |
| 2.                           | 19.08.1998                   | Praga, Czechy                  | Dania                        | 0:0                          | 0                            | towarzyski                   |
| 3.                           | 06.09.1998                   | Toftir, Wyspy Owcze            | Wyspy Owcze                  | 1:0                          | 0                            | el. ME 2000                  |
| 4.                           | 10.10.1998                   | Sarajewo, Bośnia i Hercegowina | Bośnia i Hercegowina         | 3:1                          | 0                            | el. ME 2000                  |
| 5.                           | 14.10.1998                   | Cieplice, Czechy               | Estonia                      | 3:0                          | 0                            | el. ME 2000                  |
| 6.                           | 18.11.1998                   | Londyn                         | Anglia                       | 0:2                          | 0                            | towarzyski                   |
| 1999                         |                              |                                |                              |                              |                              |                              |
| 7.                           | 31.03.1999                   | Glasgow, Szkocja               | Szkocja                      | 2:1                          | 0                            | el. ME 2000                  |
| 8.                           | 28.04.1999                   | Warszawa, Polska               | Polska                       | 1:2                          | 0                            | towarzyski                   |
| 2001                         |                              |                                |                              |                              |                              |                              |
| 9.                           | 28.02.2001                   | Skopje, Macedonia              | Macedonia Północna           | 1:1                          | 0                            | towarzyski                   |
| 10.                          | 24.03.2001                   | Belfast, Irlandia Północna     | Irlandia Północna            | 1:0                          | 0                            | el. MŚ 2002                  |
| 11.                          | 28.03.2001                   | Praga, Czechy                  | Dania                        | 0:0                          | 0                            | el. MŚ 2002                  |
| 12.                          | 02.06.2001                   | Kopenhaga, Dania               | Dania                        | 1:2                          | 0                            | el. MŚ 2002                  |
| 13.                          | 28.03.2001                   | Cieplice, Czechy               | Irlandia Północna            | 3:1                          | 0                            | el. MŚ 2002                  |